# Hisashi Appiah Tawiah
Hisashi Appiah Tawiah (アピア タウィア 久?, Appiah Tawiah Hisashi; Aichi, 18 ottobre 1998) è un calciatore giapponese, difensore del Kyoto Sanga.

## Biografia
È nato da padre ghanese e madre giapponese.

## Carriera
Ha esordito in J1 League il 1º agosto 2020 disputando con il Vegalta Sendai l'incontro perso 0-1 contro lo Yokohama F·Marinos.

## Statistiche

### Presenze e reti nei club
Statistiche aggiornate al 5 novembre 2022.
| Stagione              | Squadra               | Campionato            | Campionato | Campionato | Coppe nazionali | Coppe nazionali | Coppe nazionali | Coppe continentali | Coppe continentali | Coppe continentali | Altre coppe | Altre coppe | Altre coppe | Totale | Totale |
| Stagione              | Squadra               | Comp                  | Pres       | Reti       | Comp            | Pres            | Reti            | Comp               | Pres               | Reti               | Comp        | Pres        | Reti        | Pres   | Reti   |
| --------------------- | --------------------- | --------------------- | ---------- | ---------- | --------------- | --------------- | --------------- | ------------------ | ------------------ | ------------------ | ----------- | ----------- | ----------- | ------ | ------ |
| 2020                  | Vegalta Sendai        | J1                    | 6          | 0          | CG+CdL          | 0               | 0               |                    | -                  | -                  |             | -           | -           | 6      | 0      |
| 2021                  | Vegalta Sendai        | J1                    | 29         | 1          | CG+CdL          | 1+5             | 0               |                    | -                  | -                  |             | -           | -           | 35     | 1      |
| Totale Vegalta Sendai | Totale Vegalta Sendai | Totale Vegalta Sendai | 35         | 1          |                 | 6               | 0               |                    | -                  | -                  |             | -           | -           | 41     | 1      |
| 2022                  | Kyoto Sanga           | J1                    | 17         | 0          | CG+CdL          | 2+5             | 0               |                    | -                  | -                  |             | -           | -           | 24     | 0      |
| Totale carriera       | Totale carriera       | Totale carriera       | 52         | 1          |                 | 13              | 0               |                    | -                  | -                  |             | -           | -           | 65     | 1      |

| Cronologia completa delle presenze e delle reti in nazionale ― Giappone under 23 | Cronologia completa delle presenze e delle reti in nazionale ― Giappone under 23 | Cronologia completa delle presenze e delle reti in nazionale ― Giappone under 23 | Cronologia completa delle presenze e delle reti in nazionale ― Giappone under 23 | Cronologia completa delle presenze e delle reti in nazionale ― Giappone under 23 | Cronologia completa delle presenze e delle reti in nazionale ― Giappone under 23 | Cronologia completa delle presenze e delle reti in nazionale ― Giappone under 23 | Cronologia completa delle presenze e delle reti in nazionale ― Giappone under 23 |
| Data                                                                             | Città                                                                            | In casa                                                                          | Risultato                                                                        | Ospiti                                                                           | Competizione                                                                     | Reti                                                                             | Note                                                                             |
| -------------------------------------------------------------------------------- | -------------------------------------------------------------------------------- | -------------------------------------------------------------------------------- | -------------------------------------------------------------------------------- | -------------------------------------------------------------------------------- | -------------------------------------------------------------------------------- | -------------------------------------------------------------------------------- | -------------------------------------------------------------------------------- |
| 21-3-2018                                                                        | Asunción                                                                         | Cile under 23                                                                    | 2 – 0                                                                            | Giappone under 23                                                                | Amichevole                                                                       | -                                                                                | 55’                                                                              |
| 25-3-2018                                                                        | Asunción                                                                         | Paraguay under 23                                                                | 2 – 1                                                                            | Giappone under 23                                                                | Amichevole                                                                       | 1                                                                                | 26’                                                                              |
| Totale                                                                           |                                                                                  | Presenze                                                                         | 2                                                                                |                                                                                  | Reti                                                                             | 0                                                                                |                                                                                  |